# Турбаево (Вологодская область)
Турбаево — деревня в Сокольском районе Вологодской области.
Входит в состав Боровецкого сельского поселения, с точки зрения административно-территориального деления — в Боровецкий сельсовет.
Расстояние по автодороге до районного центра Сокола — 12 км, до центра муниципального образования Обросова — 1 км. Ближайшие населённые пункты — Гуриево, Большой Двор, Грибаново, Обросово, Перевоз.
По переписи 2002 года население — 10 человек.